# گووچوو
گووچوو (به لاتین: Gołczewo) یک روستا در لهستان است که در گمینا پارخووو واقع شده‌است. گووچوو ۸٫۳۴ کیلومتر مربع مساحت و ۲۸۱ نفر جمعیت دارد.